# شقبان ميلانيزي
شقبان ميلانيزي (الاسم العلمي: Megapodius eremita) (بالإنجليزية: Melanesian Megapode)‏ هو نوع من الطيور يتبع جنس الشقبان من فصيلة الشقبانية.